# Тартакс
Та́ртакс (латыш. Tartaks; ранее Тартаки) — населённый пункт в Краславском крае Латвии. Входит в состав Удришской волости. Село расположено на берегу реки Рудня на территории природного парка «Даугавас локи».
По данным на 2015 год, в населённом пункте проживало 73 человека. Действует зверохозяйство «Nedfarming (Udele Tartaks Latvia)».

## История
В советское время населённый пункт носил название Тартаки и входил в состав Удришского сельсовета Краславского района. В селе располагалась зверохозяйство Латпотребсоюза.